# Otto von Helldorff
 (juin 2023).

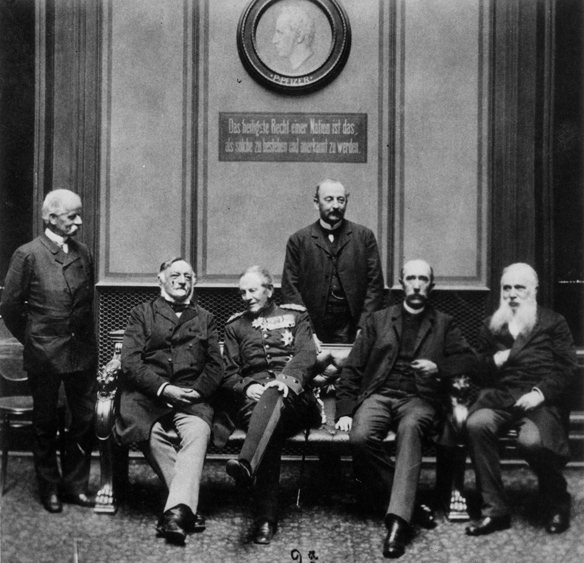
Membres de la faction du Reichstag du Parti conservateur allemand (de gauche à droite) : Rudolph Wichmann, Otto von Seydewitz, Helmuth von Moltke, Conrad von Kleist, Otto von Helldorff, Karl Gustav Ackermann

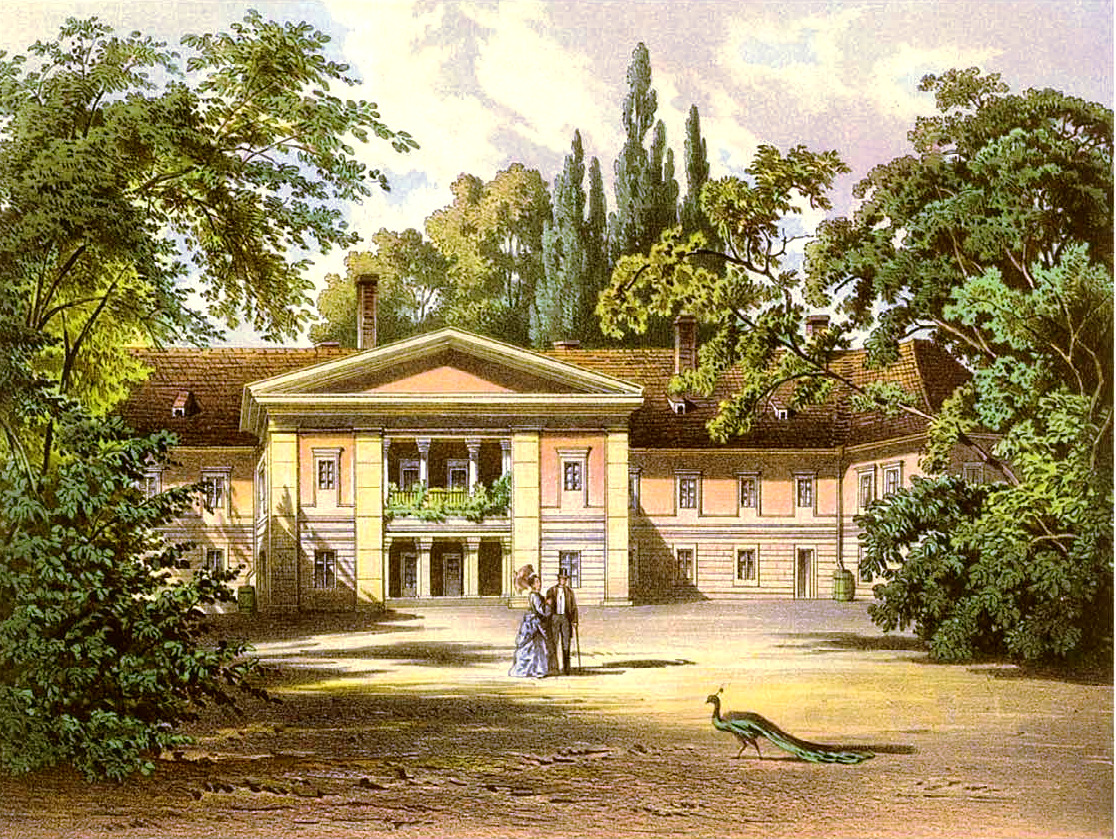
Château de Bedra vers 1860, Collection Alexander Duncker

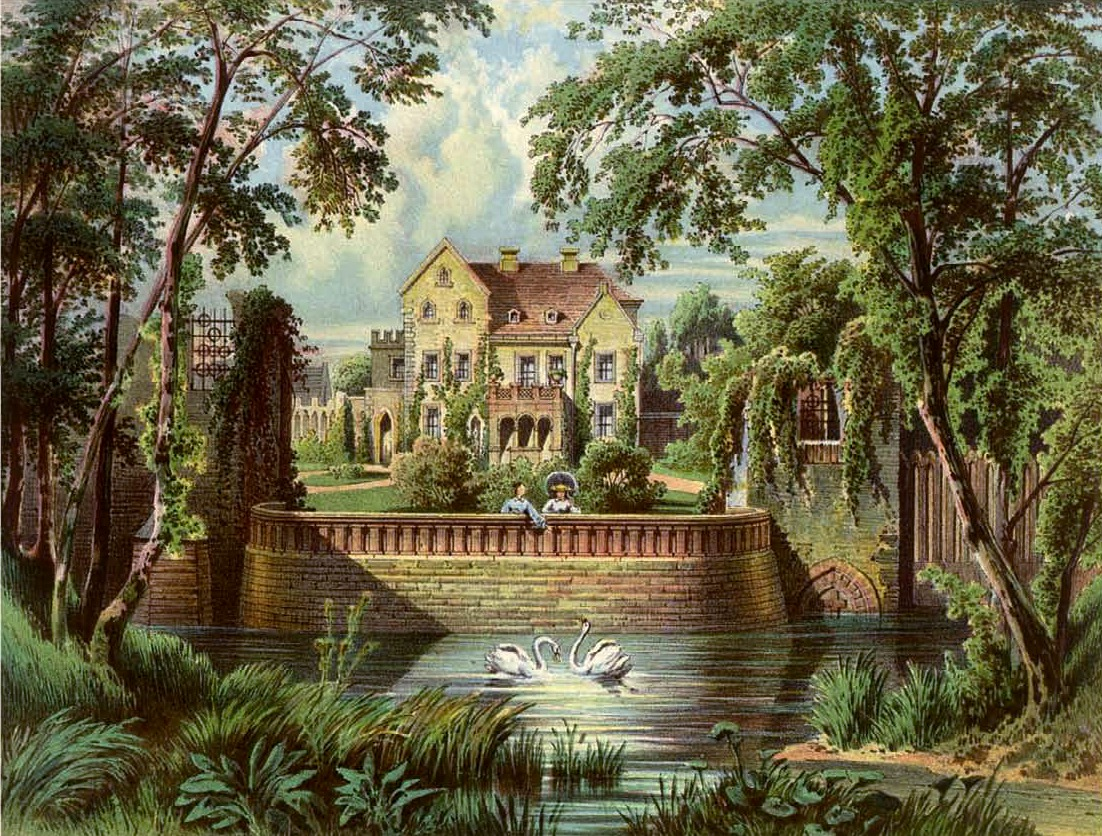
Manoir de Petzkendorf vers 1860, Collection Alexander Duncker

Otto Heinrich von Helldorff (né le 16 avril 1833 à Bedra, province de Saxe et mort le 10 mars 1908 dans la même ville) est un propriétaire terrien prussien, un homme politique conservateur et un chambellan prussien.

## Famille
Il est issu de l'ancienne famille noble de Misnie von Helldorff et est le fils du chambellan prussien et administrateur de l'arrondissement de Querfurt (de) Heinrich von Helldorff (de) (1799-1873), propriétaire foncier de Bedra, Baumersroda et Petzkendorf, et de sa première épouse Julie Charlotte comtesse von der Schulenburg (1806 -1844).
Helldorff se marie le 17 juillet 1867 à Hambourg avec Clara Stammann (née le 29 juillet 1846 à Hambourg et morte le 3 février 1918 au manoir de Bedra), la fille de l'architecte Friedrich Stammann et de Friedrike von Helldorff.

## Biographie
Après des études de droit, Helldorff travaille dans la fonction publique prussienne jusqu'en 1874 et comme administrateur d'arrondissement à Wetzlar de 1867 à 1874. En 1874, il prend la direction du domaine familial de Bedra et de ses trois autres domaines de Leiha, de Schalkendorf et de Petzkendorf.
En tant que conservateur, Helldorff est membre du Conseil d'État prussien et député du Reichstag 1871 à 1874 pour la 1re circonscription de Coblence (Wetzlar-Altenkirchen,,), 
de 1877 à 1887 pour la 2e circonscription de Mersebourg (Schweinitz-Wittemberg (de), et de 1890 à 1893 pour la 7e circonscription Marienwerder (Schlochau–Flatow (de). 
De 1879 à 1881 et de 1884 à 1892, il est président du groupe parlementaire du Parti conservateur allemand, qu'il contribue à fonder en 1876 et qu'il préside depuis lors jusqu'en 1892.
Helldorff favorise la réconciliation des conservateurs prussiens avec le chancelier Otto von Bismarck (1815-1898) et joue un rôle déterminant dans la politique des partis-cartels. Cependant, il perd la confiance de Bismarck dans les conflits avant sa chute (1890). Helldorff et son parti votent en 1890 contre l'extension de la loi socialiste réclamée par Bismarck. Dans le différend sur les accords commerciaux de Leo von Caprivi (1831-1899), il se brouille avec les milieux à tendance agraire de son propre parti et perd donc le groupe parlementaire et la présidence du parti en 1892.
Par la suite, il ne se distingue plus non plus à la Chambre des seigneurs de Prusse, dont il est député depuis 1890.